# Isa Bartalini
Isa Bartalini (Piombino, 30 gennaio 1922 – Roma, 16 gennaio 1996) è stata una direttrice del casting e sceneggiatrice italiana.

## Biografia
Isa Bartalini nasce a Piombino il 30 gennaio 1922, da Lilia Zannellini ed Ezio Bartalini, noto dirigente socialista, pacifista e militante antifascista. In seguito all'aggressione fascista subita dal padre, segue la famiglia nel lungo esilio politico prima a Londra, poi a Parigi e infine ad Istanbul (1926-1939). Allo scoppio della guerra torna in Italia, a Roma, insieme alla madre, per frequentare l'università e si laurea in matematica. Contemporaneamente, per mantenersi durante gli studi, lavora all'EIAR con l'incarico di curare un corso di italiano per la Turchia. 
Nel 1948 inizia a collaborare con Alessandro Blasetti alla preparazione del film Fabiola, seguendo le riunioni di sceneggiatura e curando i rapporti con lo sceneggiatore francese Jean George Auriol e con gli attori Michele Morgan, Michel Simon e Henry Vidal. Nel corso delle riprese consolida la sua esperienza come aiuto regista.
Da allora sarà assidua collaboratrice di Blasetti, lavorando con lui nella realizzazione di tutti i suoi film.
Nel corso della sua carriera di aiuto regista lavora anche con Mario Camerini (La bella mugnaia) e Franco Zeffirelli (Romeo e Giulietta). Collabora inoltre con Cesare Zavattini alla stesura di varie sceneggiature come Amore e chiacchiere e Altri tempi. 
Isa Bartalini diventa in seguito la prima direttrice del casting italiana. Nel 1962 infatti cura il casting del film Pranzo di Pasqua di Melville Shevelson e in seguito quello di diversi film americani, da Pussycat, Pussycat I love you! e The Statue per la regia di Rod Amateau, ad Avanti! di Billy Wilder
A partire dalla fine degli anni '60 inizia a lavorare in maniera consistente come casting director nel settore pubblicitario, collaborando fra l'altro assiduamente con il regista e produttore Alfredo Angeli.
Nel 1950, dall'incontro con lo scultore svizzero Peter Hartmann, nasce la figlia Lilia.
Nel 1962, in occasione della morte del padre Ezio, che rientrato in Italia dopo la caduta del fascismo aveva ripreso la propria attività nel movimento pacifista, conosce Andrea Gaggero, ex sacerdote, partigiano, deportato a Mathausen, anche lui dirigente del movimento pacifista. Diviene la sua compagna e lo segue, aiutandolo nell'organizzazione della sua attività, fra cui la grande mobilitazione contro la guerra del Vietnam alla fine degli anni '60.
Dopo la morte di Gaggero, nel 1988, pur non tralasciando l'attività di casting director, si dedica alla pubblicazione delle sue memorie (A. Gaggero, "Vestìo da Omo", Giunti 1991), e quindi alla ricostruzione delle vicende della propria famiglia, attraverso i documenti e le numerosissime lettere sopravvissute alla varie peripezie. 
Questo lavoro verrà pubblicato postumo con il titolo "I fatti veri, vicende di una famiglia toscana" (Ed. Scientifiche Italiane, 1996).
Muore improvvisamente il 16 gennaio 1996.

## Filmografia

### Sceneggiatrice
- Altri tempi - Zibaldone n. 1, regia di Alessandro Blasetti (1952)
- Amore e chiacchiere, regia di Alessandro Blasetti (1958)
- Le quattro verità (episodio "La lepre e la tartaruga"), regia di Alessandro Blasetti (1962)

### Aiuto regista
- Fabiola, regia di Alessandro Blasetti (1949)
- Prima comunione, regia di Alessandro Blasetti (1950)
- Tempi nostri - Zibaldone n. 2, regia di Alessandro Blasetti (1954)
- Peccato che sia una canaglia, regia di Alessandro Blasetti (1954)
- La bella mugnaia, regia di Mario Camerini (1955)
- La fortuna di essere donna, regia di Alessandro Blasetti (1956)
- Amore e chiacchiere, regia di Alessandro Blasetti (1958)
- Europa di notte, regia di Alessandro Blasetti (1959)
- Io amo, tu ami..., regia di Alessandro Blasetti  (1961) - documentario
- Le quattro verità (1962) - episodio La lepre e la tartaruga  regia di Alessandro Blasetti (1962)
- Liolà (film), regia di Alessandro Blasetti (1964)
- Io, io, io... e gli altri, regia di Alessandro Blasetti (1966)
- La ragazza del bersagliere, regia di Alessandro Blasetti (1967)
- Romeo e Giulietta (film 1968), regia di Franco Zeffirelli  (1968)

### Direttrice del casting
- Pranzo di Pasqua, regia di Melville Shevelson (1962)
- Pussycat, Pussycat, I Love You, regia di Rod Amateau (1970)
- La statua, regia di Rod Amateau  (1971)
- L'uomo venuto dal Kremlino, regia di Michael Anderson (1971)
- Che cosa è successo tra mio padre e tua madre? (Avanti!),  regia di Billy Wilder (1972)
- Languidi baci... perfide carezze, regia di Alfredo Angeli (1976)

## Pubblicazioni
- I fatti veri, vicende di una famiglia toscana, Edizioni Scientifiche Italiana, 1996, ISBN 8881144069
- Zavattini (ZA) nella mia vita, a cura di Tiziano Arrigoni, La Bancarella Editrice, 2011, ISBN 9788866150176